# John N. Greely
John Nesmith Greely  (* 6. Juni 1885 in Washington, D.C.; † 13. Juni 1965 ebenda) war ein US-amerikanischer Brigadegeneral der United States Army. Er war unter anderem Kommandeur der 2. Infanteriedivision.

## Leben
Greely war ein Sohn von Adolphus Greely (1844–1935) und dessen Frau Henrietta Nesmith (1846–1918). Der Vater war Generalmajor im US-Heer und Polarforscher. Die Landschaftsarchitektin Rose Greely (1887–1969) war seine Schwester. Der jüngere Greely studierte in den Jahren 1901 und 1902 an der Phillips Academy in Andover in Massachusetts. Anschließend setzte er seine Ausbildung bis 1906 an der Yale University fort. Die folgenden zwei Jahre war er als Zeitungsreporter für die Zeitung Boston Herald tätig.
Im Jahr 1908 gelangte er in das Offizierskorps des US-Heeres. Dort wurde er als Leutnant der Feldartillerie zugeteilt. In der Armee durchlief er anschließend alle Offiziersränge vom Leutnant bis zum Brigadegeneral.
Im Lauf seiner militärischen Karriere absolvierte John Greely verschiedene Kurse und Schulungen. Dazu gehörten unter anderem das Command and General Staff College und das United States Army War College.
In seinen jüngeren Jahren absolvierte er den für Offiziere in den niederen Rangstufen üblichen Dienst in verschiedenen Einheiten und Standorten. Während des Ersten Weltkriegs diente er im 6. Feldartillerieregiment. Im Jahr 1928 gehörte er der amerikanischen Delegation zur Vorbereitung einer Abrüstungskonferenz in Genf an. Zwischen 1932 und 1935 war Greely Stabschef beim Hawaiian Department und in den Jahren 1939 bis 1940 war er Militärattaché an der amerikanischen Botschaft in Madrid. Danach erhielt er bis 1941 das Kommando über eine Brigade (Provisional Brigade) die in Washington, D.C. stationiert war. Zwischen April und November 1941 kommandierte Greely die 2. Infanteriedivision in Fort Sam Houston in Texas.
Nach dem amerikanischen Eintritt in den Zweiten Weltkrieg wurde John Greely Leiter der amerikanischen Militärmission im Iran. Danach trat er in den Ruhestand, aus dem er aber wieder zurückgerufen wurde. Im Jahr 1943 war er als Analyst bei der Behörde für inneramerikanische Angelegenheiten (Military Analyst, Office of Coordination for Inter-American Affairs) tätig. Danach wurde er als Militärbeobachter nach Brasilien versetzt. Im Jahr 1944 war er in gleicher Mission im inzwischen befreiten Italien tätig. Danach ging er endgültig in den Ruhestand.
John Greely veröffentlichte auch verschiedene Bücher und Beiträge in den damaligen Medien. Der seit 1921 mit Marian Chapman (1887–1973) verheiratete Offizier starb am 13. Juni 1965 in Washington, D.C. und wurde auf dem amerikanischen Nationalfriedhof Arlington beigesetzt.

## Orden und Auszeichnungen
John Greely erhielt im Lauf seiner militärischen Laufbahn unter anderem die Army Distinguished Service Medal und den französischen Orden der Ehrenlegion verliehen.